# Xu Xiake
Xu Xiake (Xú Xiákè, 徐霞客 ; 5 janvier 1587 - 8 mars 1641), né Xu Hongzu (徐弘祖), était un voyageur et écrivain chinois de la dynastie Ming, connu essentiellement pour ses récits de voyage.

## Biographie

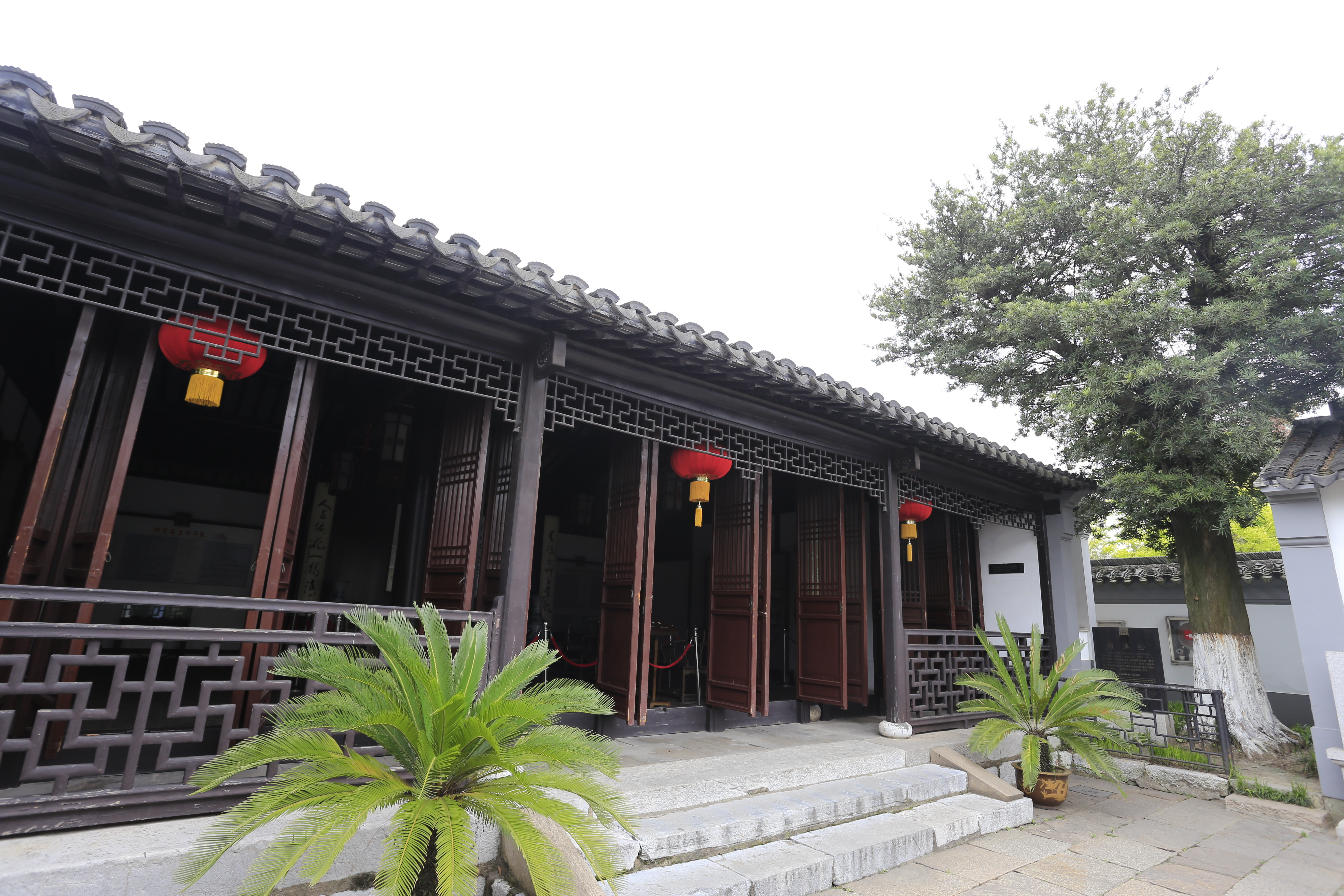
Ancienne résidence de Xu Xiake à Jiangyin.

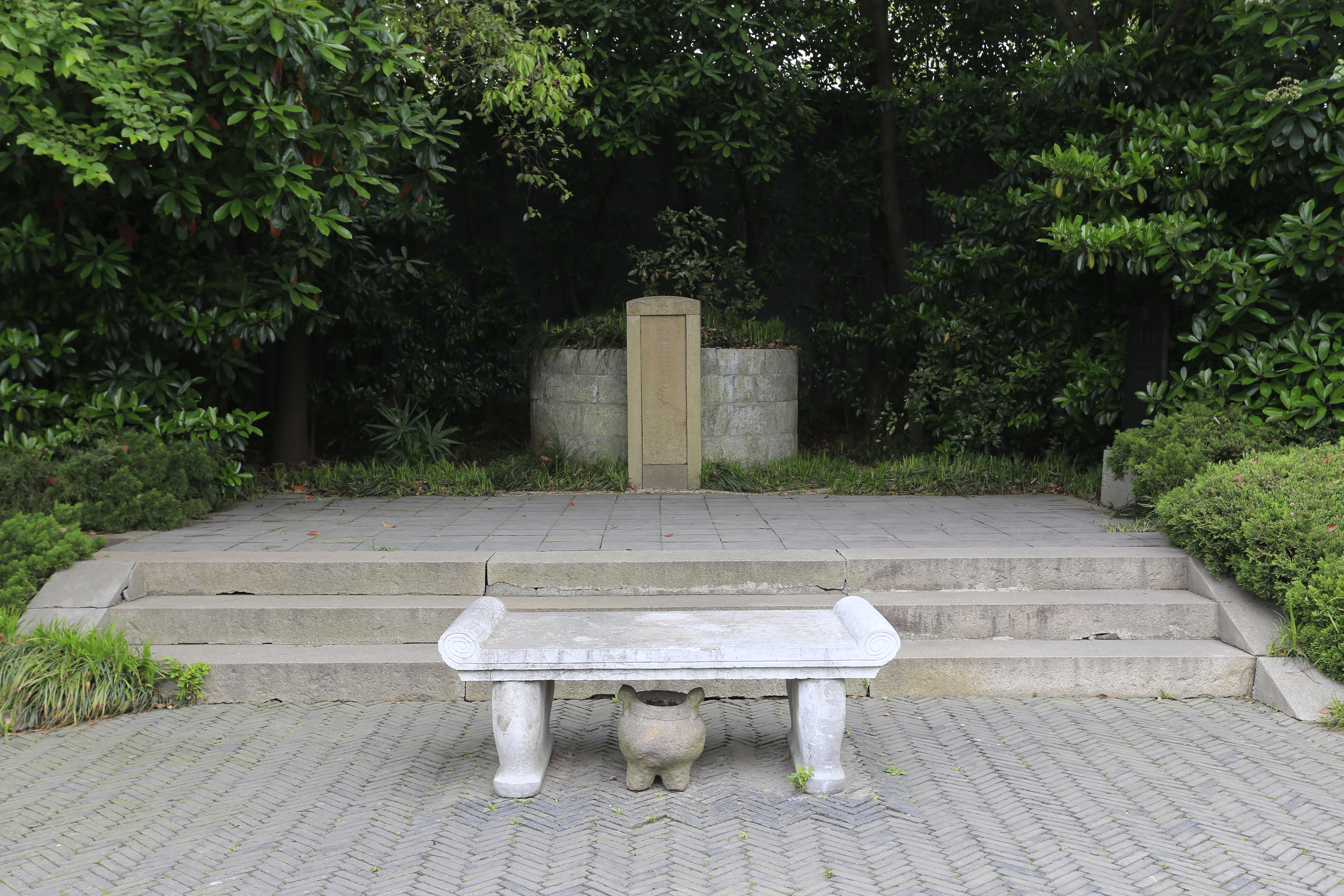
Tombe de Xu Xiake

Xu Xiake passa l'essentiel de sa vie à voyager à travers les provinces méridionales et occidentales de l'empire Ming, explorant diverses contrées. Au cours de ses pérégrinations, il rédigea de nombreuses descriptions détaillées de ses observations qui furent compilées dans un ouvrage géographique très ample, laissant des descriptions d'une grande qualité, reflétant sa vaste curiosité.
Il a été parmi les premiers à s'intéresser à la géologie, à l'hydrologie et à la topographie. Il repéra notamment les sources des deux grands fleuves du sud de la Chine, le Yangzi et le Xi jiang. Il identifia des dépôts minéraux rares.

## Traduction
- Xu Xiake, Randonnées aux sites sublimes, traduit, présenté et annoté par Jacques Dars, Paris, Gallimard, « Connaissance de l'Orient », 1993.